# Alcedo (Vulkan)
Der Alcedo ist einer der kleinsten und niedrigsten von 6 Schildvulkanen auf der Galápagos-Insel Isabela. Er ist auch unter dem Namen Volcan Calderon bekannt.
Seine Höhe beträgt 1.130 Meter und sein letzter Ausbruch ereignete sich 1993 am südlichen Teil der Caldera. Der Großteil seiner Hänge und die Caldera sind bewaldet, die Nordflanke wird jedoch beherrscht von jungen Lavaströmen. Der Alcedo ist der einzige Vulkan der Galapagos-Inseln, welcher rhyolithische wie auch basaltische Lava gefördert hat. In der Caldera befindet sich ein aktives Geothermalfeld. Historische Aufzeichnungen belegen einen weiteren Ausbruch um das Jahr 1953 (± 7 Jahre) an der Südost-Flanke nahe der Cartago-Bucht.